# آکین، صندوق‌لی
اکین، ساندیکلی (به لاتین: Akın, Sandıklı) یک منطقهٔ مسکونی در ترکیه است که در استان افیون قره‌حصار واقع شده‌است.